# Jordbävningen i Lorca 2011
Jordbävningen i Lorca 2011 var en jordbävning som nådde 5,1 på momentmagnitudskalan och vars epicentrum låg cirka 2,5 kilometer nordost om staden Lorca i sydöstra Spanien, på ett djup av endast ca 1 km. Skalvet ägde rum onsdagen den 11 maj klockan 16.47 och orsakade skador i stora delar av regionen Murcia, vilket starkt sammanhängde med att hypocentrum låg så nära markytan. Nio personer dog till följd av skalvet.